# 克鲁瓦莫利尼欧
克鲁瓦莫利尼欧（法語：Croix-Moligneaux，法語發音：[kʁwa mɔliɲo]）是法国上法蘭西大區索姆省的一个市镇，属于佩罗讷区。

## 地理
克鲁瓦莫利尼欧（49°48'55"N, 3°0'12"E）面积7.88 平方千米，位于法国上法蘭西大區索姆省，该省份为法国北部沿海省份，北起加来海峡省和北部省，西接滨海塞纳省和大西洋英吉利海峡，南至瓦兹省，东临埃纳省。
与克鲁瓦莫利尼欧接壤的市镇（或旧市镇、城区）包括：伊村、阿蒂、埃讷曼、法尔维、马蒂尼、基维耶尔。
克鲁瓦莫利尼欧的时区为UTC+01:00、UTC+02:00（夏令时）。

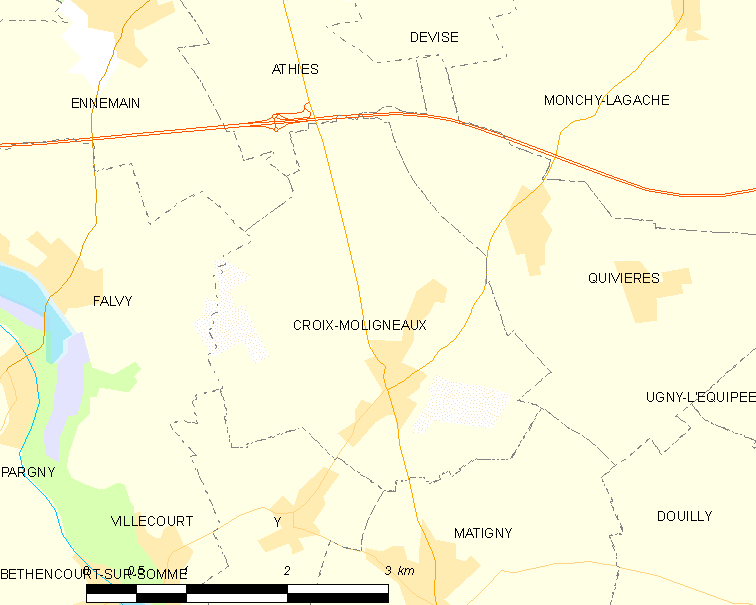
克鲁瓦莫利尼欧的OSM定位图

## 行政
克鲁瓦莫利尼欧的邮政编码为80400，INSEE市镇编码为80226。

## 政治
克鲁瓦莫利尼欧所属的省级选区为阿姆县。

## 人口

1962-2008年间克鲁瓦莫利尼欧人口变化图示

克鲁瓦莫利尼欧于2022年1月1日时的人口数量为270人。